# Ursula von der Leyen
Ursula Gertrud von der Leyen, nascida Ursula Gertrud Albrecht (Ixelles, Bruxelas, 8 de outubro de 1958), é uma política alemã, atual presidente da Comissão Europeia desde 2019. Von der Leyen é filiada à União Democrata-Cristã (CDU), partido de centro-direita do qual é uma das vice-presidentes. Foi a primeira mulher no cargo de ministra da Defesa da Alemanha, entre 2013 e 2019, depois de liderar os ministérios do Trabalho e dos Assuntos Sociais, entre 2009 e 2013, e da Família, da Terceira Idade, das Mulheres e da Juventude, entre 2005 e 2009. É luterana e licenciada em economia e doutora em Medicina.
Em 2 de julho de 2019, na decorrência das eleições europeias de maio, o Conselho Europeu nomeou von der Leyen presidente da Comissão Europeia, decisão que veio a ser aprovada pelo Parlamento Europeu a 16 de julho. Von der Leyen, a primeira mulher a ser presidente da Comissão Europeia, assumiu funções no dia 1 de dezembro de 2019. Foi eleita uma das "100 mulheres mais inspiradoras e influentes do mundo em 2022" pela BBC.

## Biografia

### Família, educação e profissão
Ursula von der Leyen nasceu em 8 de outubro de 1958, em Ixelles, Bruxelas, onde viveu até aos 13 anos. Cresceu com cinco irmãos e uma irmã e, de 1964 a 1971, frequentou a Escola Europeia de Bruxelas I. O seu pai, Ernst Albrecht, foi um dos primeiros funcionários públicos das instituições europeias, a partir de 1958. Entre 1976 e 1990, o seu pai viria a ser primeiro-ministro do estado da Baixa Saxónia.
Em 1971, a família muda-se para Lehrte, na região alemã de Hanôver, quando o seu pai se torna diretor-executivo da empresa alimentar Bahlsen. Em 1976, termina o ensino secundário em Lehrte, passando no exame final (Abitur) em matemática e ciências. Prosseguiu estudando economia, entre 1977 e 1980, nas universidades de Göttingen e Münster. Entre 1978 e 1979, no auge da ameaça de grupos terroristas comunistas na Alemanha Ocidental e dada a notoriedade do seu pai, foge para Londres, onde se matricula na London School of Economics e utiliza o pseudónimo Rose Ladson.
A partir de 1980 e durante sete anos, estuda medicina na Faculdade de Medicina de Hanôver. Apresenta a tese de doutoramento na área em 1991. Foi acusada de plágio na tese.   Foi médica assistente na maternidade da universidade de Hanôver entre 1988 e 1992. Entre 1992 e 1996, viveu em Stanford, na Califórnia, onde voltou a estudar economia. Ao regressar à Alemanha, é investigadora assistente em medicina social, fazendo investigação sobre o sistema de saúde no departamento de epidemiologia da Faculdade de Medicina de Hanôver, de 1998 a 2002.
Em 1986, casou-se com Heiko von der Leyen, também médico, professor de medicina e diretor-executivo de uma empresa de engenharia biomédica. O casal tem sete filhos, nascidos entre 1987 e 1999.

### Carreira política
Em março de 2003, foi eleita para o parlamento Estadual de Baixa Saxônia; em novembro de 2005, nomeada ministra dos Assuntos Sociais, Mulheres, Família e Saúde de Baixa Saxônia. Em dezembro de 2004, von der Leyen se tornou um membro do Conselho Federal da CDU, o órgão mais alto do partido conservador. Em 17 de Agosto de 2005, foi nomeada por Angela Merkel à equipe de competência da CDU/CSU para a eleição federal de 2005, nas áreas de família e saúde. Em 22 de Novembro 2005, Ursula von der Leyen foi empossada como Ministro Federal da Família, Idosos, Mulheres e Juventude pela chanceler, Angela Merkel, no primeiro governo liderado por Merkel.
Em fevereiro de 2007, provocou, devido a algumas pressões de política familiar - tais como a exigência de uma enorme expansão de lugares de infantário - debates controversos sobre a declaração de missão da família. Os ataques vieram principalmente do seu próprio partido e por alguns representantes do parceiro de coalizão, a CSU. Recebeu apoio, no âmbito do debate, do Presidente Federal e dos políticos de partidos da oposição, nomeadamente a SPD, da parte da econômica alemã e de alguns representantes da igreja, para expandir massivamente os berçários infantis na Alemanha.

### Ministra da Família
Após as Eleições federais na Alemanha em 2009, quando os partidos haviam concordado em um acordo de coalizão, Ursula von der Leyen foi, em 28 de Outubro de 2009, mais uma vez empossada como Ministro da Família, no segundo governo de Angela Merkel.

### Ministra do Trabalho e Solidariedade Social
Depois da renúncia do ministro Franz Josef Jung em 27 de novembro de 2009, Ursula von der Leyen assumiu o Ministério do Trabalho e da Solidariedade Social, até o final do período legislativo em 2013.
Mesmo fora de suas habilidades ministeriais, no meio da crise do euro, em 28 de agosto de 2011, ela declarou à televisão pública alemã, ARD, que a crise da zona euro só poderia ser superada fortalecendo a união política do continente, com a criação dos "Estados Unidos da Europa". Assim, Ursula von der Leyen é apontada pela imprensa alemã como uma possível sucessora de Angela Merkel.

### Ministra da Defesa

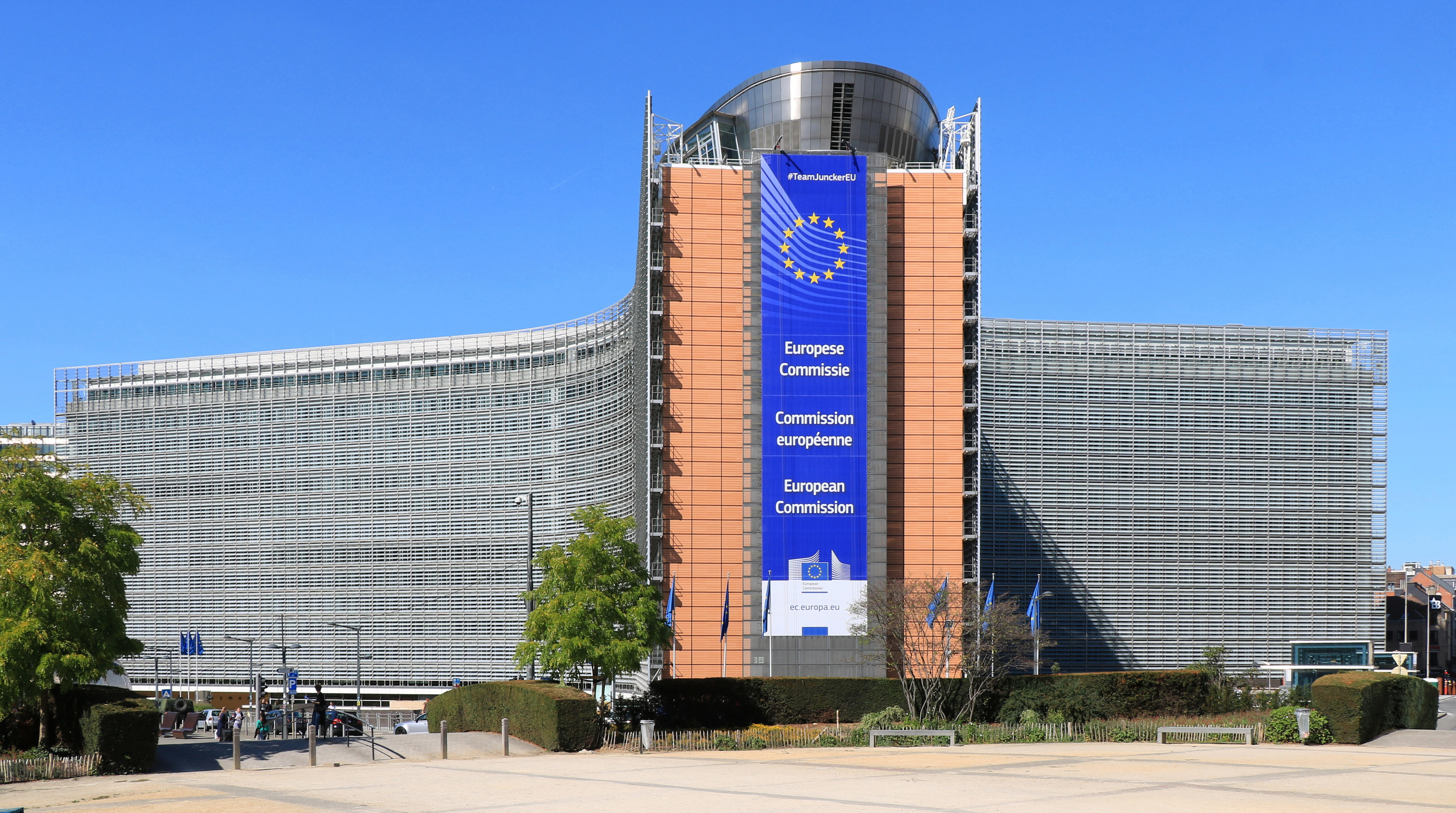
Sede da Comissão Europeia em Bruxelas.

Depois das eleições federais em 22 de setembro 2013, Ursula von der Leyen foi escolhida pela chanceler Angela Merkel como a primeira mulher na história da República Federal da Alemanha a chefiar o importante Ministério da Defesa e, assim, da Bundeswehr, as Forças Armadas Alemãs.

### Presidente da Comissão Europeia
Em 2 de julho de 2019 von der Leyen o Conselho Europeu nomeou-a para o cargo de presidente da Comissão Europeia. O Parlamento Europeu confirmou o seu nome em 16 de julho de 2019. Assumiu funções a 1 de novembro de 2019. Quando eles moravam em Bruxelas, sua irmã mais nova Benita-Eva morreu aos onze anos de câncer. Mais tarde, ela se lembrou do "enorme desamparo de meus pais" diante do câncer, que ela citou como uma de suas razões em 2019 para que sua Comissão da UE "assumisse a liderança na luta contra o câncer".